# Hans Hauer
Hans Hermann Hugo Hauer (* 28. März 1897 in Lohme auf der Insel Rügen; † im 20. Jahrhundert) war ein deutscher Politiker der NSDAP und Landrat im Oberwesterwaldkreis.

## Leben
Hans Hauer meldete sich nach der Obersekundareife 1914 als Kriegsfreiwilliger, kam in das Gardejägerkorps und war von 1916 bis Kriegsende Leutnant im Infanterie-Regiment „Vogel von Falckenstein“ (7. Westfälisches) Nr. 56.
Nach dem Krieg schloss er sich dem Freikorps Pfeffer an, das sich am Kapp-Putsch beteiligte. Nach der Auflösung des Freikorps trat er in die Organisation Escherich ein und blieb dort ebenfalls bis zu deren Auflösung.
1929 wurde er in seinem Heimort Lohme SA-Truppführer und trat zum 1. April 1930 in die NSDAP ein (Mitgliedsnummer 229.082). 1931 wurde er Sturmführer und stellvertretender Adjutant beim SA-Gausturm Pommern, der von Peter Voigt geführt wurde.
Von 1933 bis zum 31. Oktober 1935 war er Referent beim Chef des Ausbildungswesens der SA für die SA-Schulen des Reiches bis zur Auflösung. Vom 1. November 1935 bis zum 14. Juni 1937 gehörte er der Brigade 29 (Berlin-Nord) an und war dort Voigts Adjutant. Im direkten Anschluss wurde er Führer der SA-Gruppe Berlin-Brandenburg.
Hauer wurde zur Wehrmacht einberufen, war von 1939 an als Hauptmann Kompaniechef einer Panzerjägerabteilung. Er nahm am Westfeldzug teil und kämpfte auch in Serbien.
Ende September 1941 wurde ihm die kommissarische Leitung der Verwaltung des Oberwesterwaldkreises übertragen. Zum Jahresbeginn 1943 wurde er zum Major der Reserve ernannt, trat am 12. April 1943 seinen Dienst an und wurde am 27. Juli 1944 definitiv zum Landrat des Oberwesterwaldkreises ernannt. In diesem Amt blieb er bis zum Kriegsende. 